# 褐宫

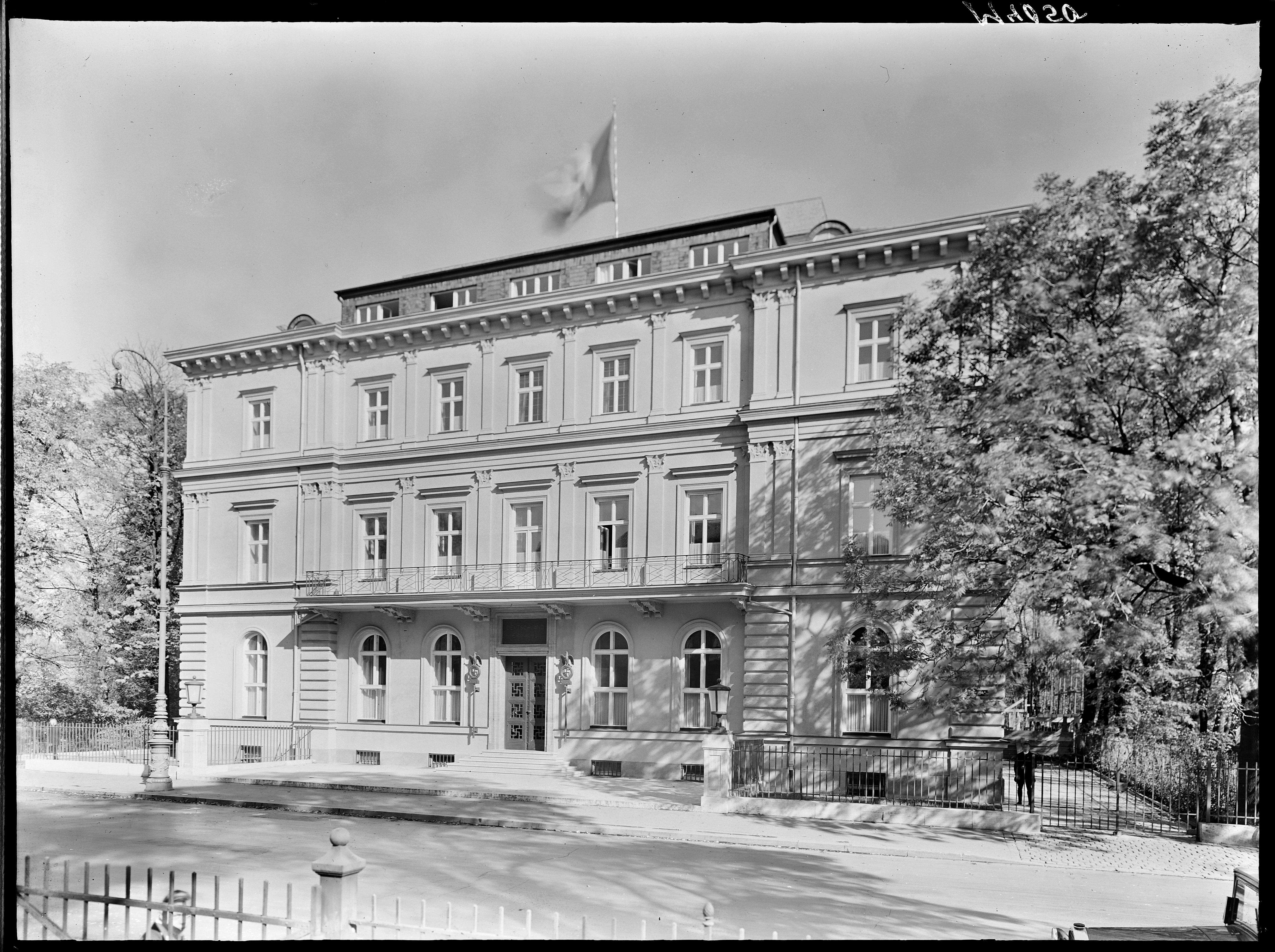
1928年的褐宫

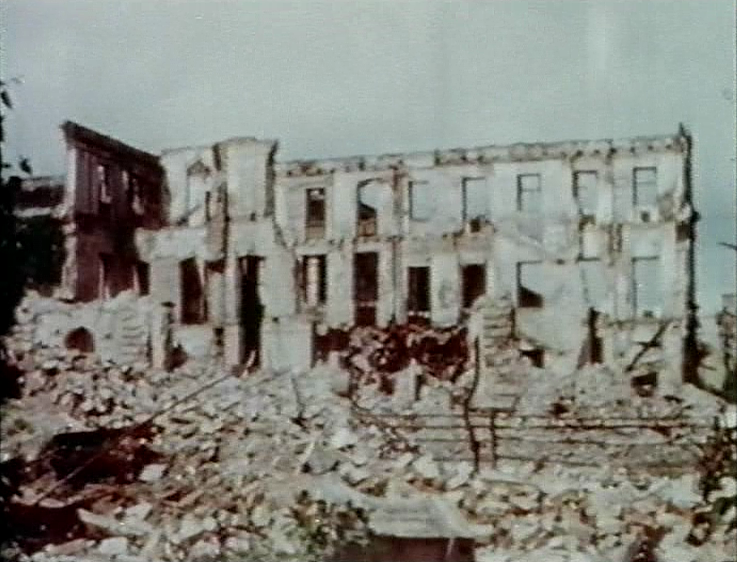
1945年的褐宫

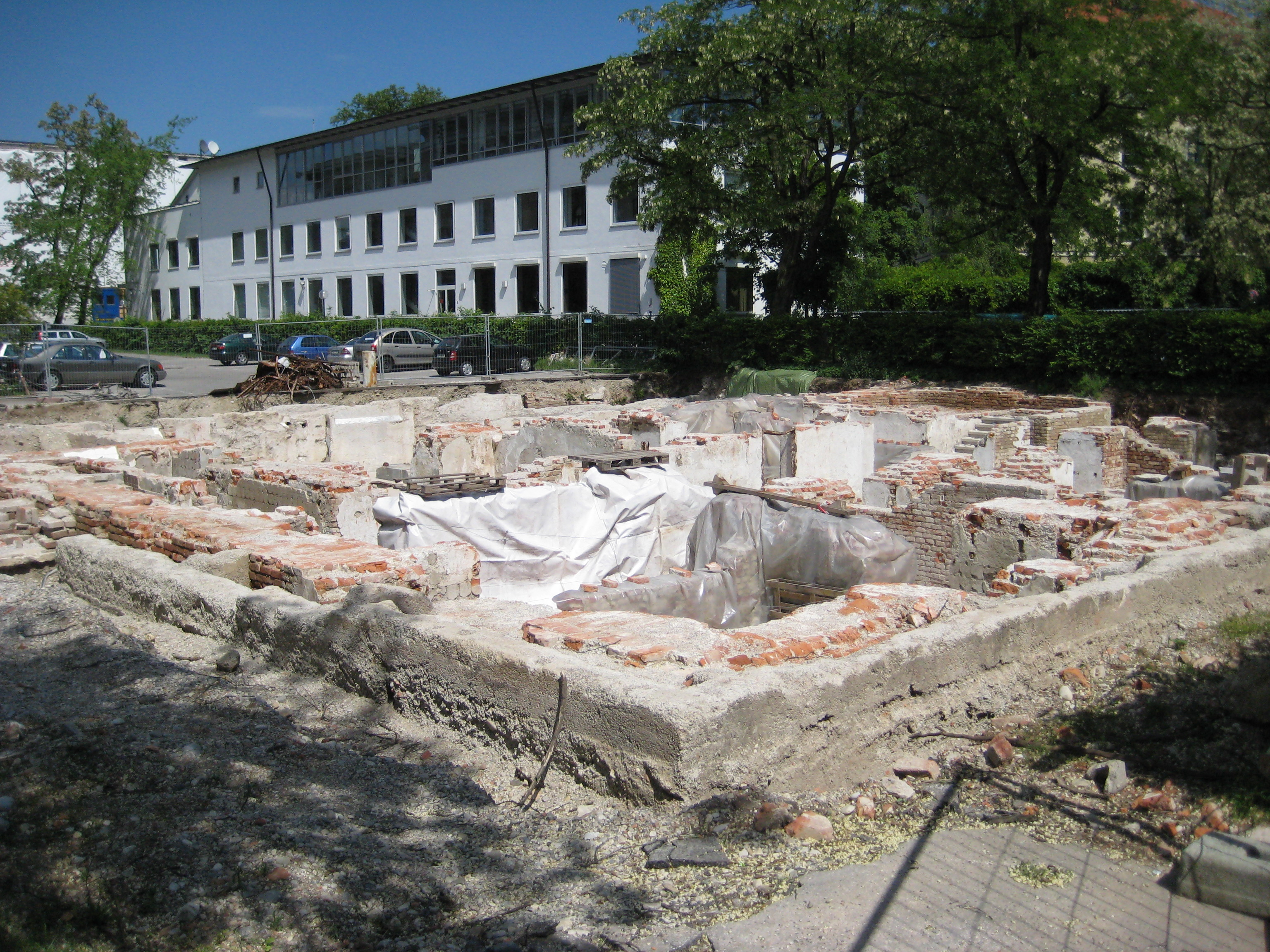
2007年的褐宫遗址

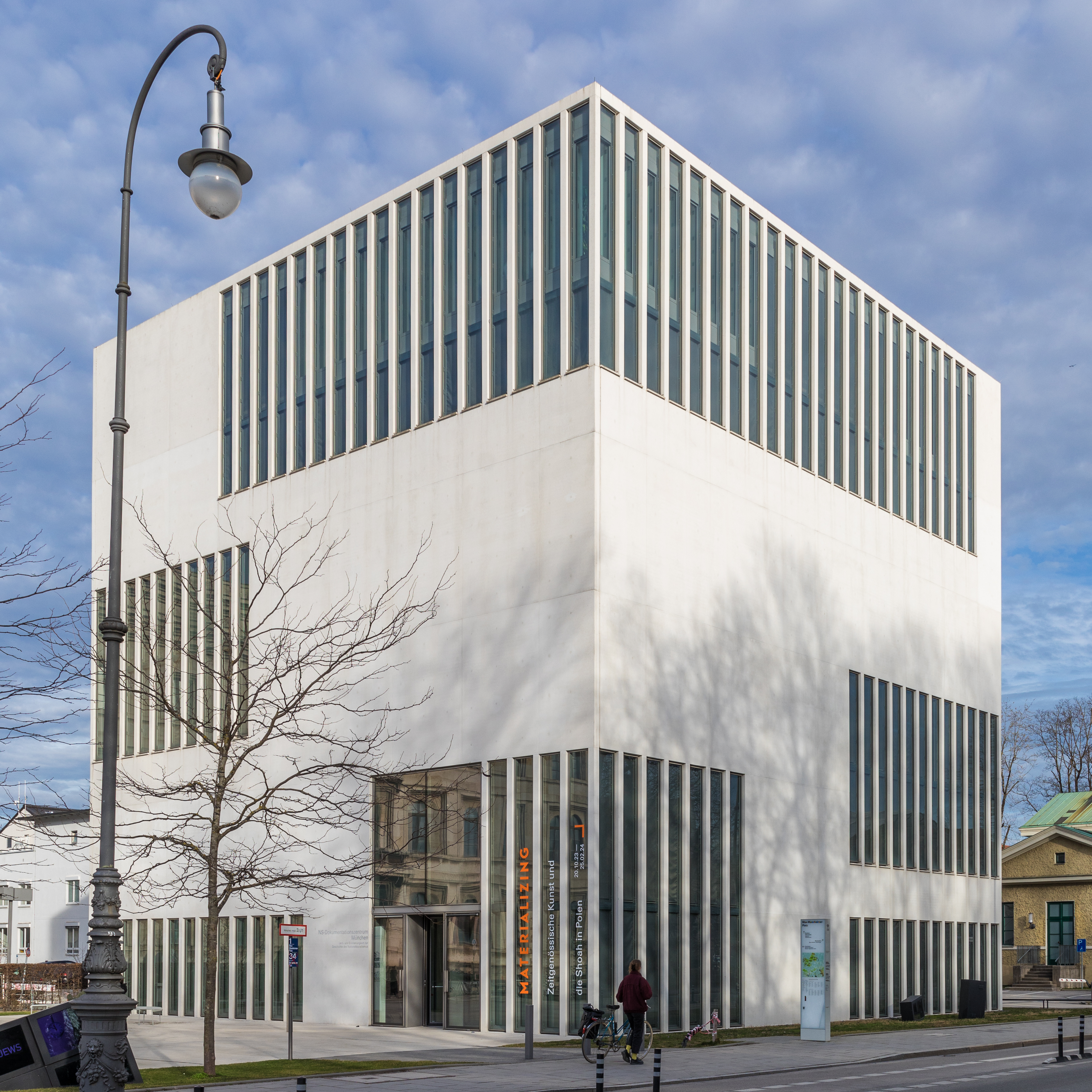
今日在褐宮遺址建立的慕尼黑國家社會主義歷史檔案館

褐宫（德語：Braunes Haus）是纳粹党的全国总部，位于德国巴伐利亚州慕尼黑布林纳街45号。其名称来自于党员制服的颜色。建筑为石制，始建于1828年。

## 历史

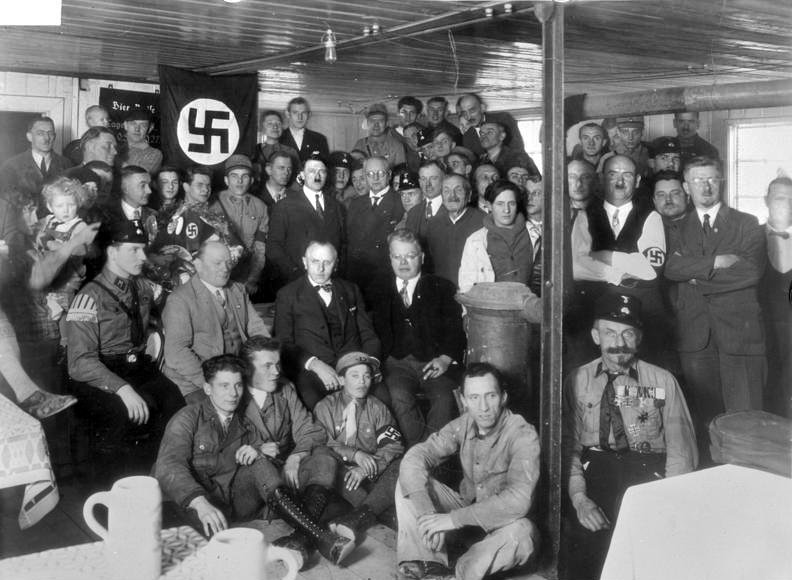
褐宫启用日

1930年，随着办公人员从1925年的4人成长到50人，原位于谢林街50号的纳粹党旧总部显得过于狭小。1930年4月，纳粹党财务秘书弗朗兹·哈维·施瓦茨从一位英国商人的寡妇伊丽莎白·斯蒂芬妮·巴洛中买下了褐宫的建筑，5月26日成交，共计805,864马克。这一资金是由企业家弗利茨·蒂森提供的，建筑师保罗·特罗斯特将其从别墅改造成办公室建筑。希特勒和他亦将建筑风格改为古典风格的，反现代主义的建筑。
1931年1月1日，建筑正式启用。希特勒在他办公室桌旁安置了一幅真人大小的亨利·福特画像，这是因为福特和他欣赏彼此的成就。

## 使用
阿道夫·希特勒、漢斯·法郎克、海因里希·希姆莱、赫尔曼·戈林、鲁道夫·赫斯、菲力普·鮑赫勒和弗朗兹·哈维·施瓦茨在褐宫都有办公室，此地亦是放置血旗（啤酒館政變中使用的旗帜）的地方。
1943年10月及其后的盟军空袭中，褐宫被炸毁。1947年废墟被清理留空。
2005年12月，巴伐利亚州政府宣布於褐宮原址建立「慕尼黑國家社會主義歷史檔案館」，該館由慕尼黑市政府經營，於2011年動工、2015年5月1日開館。